# Rodolfo José da Silva Bardella
Rodolfo José da Silva Bardella, noto come Rodolfo (São Manuel, 21 maggio 1992), è un calciatore brasiliano, attaccante del São Bernardo.

## Caratteristiche tecniche
È un attaccante che gioca come punta centrale.

## Palmarès

### Club

#### Competizioni statali
- Campeonato Paulista Série A2: 1

Capivariano: 2014

### Individuale
- Capocannoniere del Campionato Mineiro: 1

2021 (7 reti)